# Gieblenwald
Gieblenwald är en skog i Österrike.   Den ligger i distriktet Bregenz och förbundslandet Vorarlberg, i den västra delen av landet.
Gieblenwald är i huvudsak blandskog. Runt Gieblenwald är det ganska glesbefolkat, med 47 invånare per kvadratkilometer. Närmaste samhälle är Mellau.